# Kurt Stögerer
Kurt Stögerer (* 10. Februar 1923 in Wien; † 20. Mai 1992 ebenda) war ein österreichischer Architekt und Dombaumeister der Domkirche St. Stephan zu Wien.

## Leben
Kurt Stögerer war nach seiner Matura in Wien zunächst Soldat und studierte nach dem Ende des Zweiten Weltkrieges Architektur. Als Werkstudent war er bereits seit 1947 am Aufbau des Stephansdoms beteiligt. Nach Ende seines Studiums war er für die Dombauhütte tätig. 1957 wurde Stögerer vom Wiener Domkapitel zum Dombaumeister von St. Stephan gewählt und von Kardinal König ernannt. Er folgte Karl Holey. Nach Abschluss der eigentlichen Wiederaufbauarbeiten am Stephansdom war Stögerer maßgeblich für die nachfolgenden Restaurierungsarbeiten, insbesondere des Südturms, verantwortlich. Für die im Oktober 1957 im Nordturm aufgehängte neue Pummerin schuf er die Glockenstube. In den Jahren 1956 bis 1960 erfolgte der Einbau der Riesenorgel, deren Prospekt er entwarf. Auf ihn geht die Gestaltung der südwestlichen Eligiuskapelle als Raum der eucharistischen Anbetung und der Barbarakapelle im Nordturm als Raum stiller Meditation sowie die Gestaltung der Unterkirche als Bischofs- und Domherrengruft zurück.
Stögerer heiratete am 19. November 1955 Franziska Maria von Klein-Wisenberg; aus der Ehe stammen fünf Kinder. Er wurde zum Professor ernannt. Am 26./27. April 1958 wurde er in der Erzabteikirche St. Peter in Salzburg in den Ritterorden vom Heiligen Grab zu Jerusalem investiert. Er war Leitender Komtur in Wien von 1975 bis 1988. Als Statthalter der österreichischen Provinz von 1990 bis 1992 gründete er die Komtureien St. Pölten, Eisenstadt und Klagenfurt. Er wurde am Wiener Zentralfriedhof bestattet.

## Restaurierungen und Realisierungen
- 1951: Neuerrichtung: Maria-Himmelfahrt-Kirche in Floridsdorf
- Restaurierung: Schloss Laxenburg
- mit Armin Dolesch und Alteneder: Schulzentrum Friesgasse: Zubau und Umbau: Schulen der Schulschwestern in der Friesgasse
- 1957: Restaurierung und Neunutzung: Gottesdienstraum in der Unterkirche der Domkirche St. Stephan zu Wien[5]
- 1962: Entwurf: Freipfeifenprospekt zur Orgel von Johann M. Kauffmann in der Domkirche St. Stephan zu Wien[6]
- 1969: mit Adolf Straitz: Restaurierung: Benediktinerhof in Gumpoldskirchen[7]